# Рокка-де-Джорджі
Рокка-де-Джорджі (італ. Rocca de' Giorgi) — муніципалітет в Італії, у регіоні Ломбардія, провінція Павія.
Муніципалітет розташований на відстані близько 430 км на північний захід від Рима, 60 км на південь від Мілана, 28 км на південь від Павії.
Населення — 81 особа (2014).

## Демографія
Населення за роками:

Станом на 1 січня 2023 року в муніципалітеті офіційно проживало 17 іноземців з 6 країн, серед них 14 громадян країн Євросоюзу.

## Сусідні муніципалітети
- Каневіно
- Монтальто-Павезе
- Монтекальво-Версіджа
- Руїно